# Sumur (Tamansari)
Sumur is een bestuurslaag in het regentschap Boyolali van de provincie Midden-Java, Indonesië. Sumur telt 2021 inwoners (volkstelling 2010).